# Grazer AK
El Grazer Athletik-Sport Klub es un club de fútbol austríaco, de la ciudad de Graz. Fue fundado en 1902 y refundado en 2012. Juega en la Bundesliga de Austria.

## Historia

### Inicios
El primer club en ejecutar el juego de fútbol en Graz fue el Club de Ciclismo Académico-Técnico (ATRV), que pronto se convirtió en un oponente abrumador en el Club Deportivo Académico (ASV). El ASV dominó los primeros días hasta la fundación del GAK en 1902. Desde entonces, GAK y ASV representaron a la ciudad de Graz en el fútbol antes de que el ASV cesara sus actividades y sus jugadores fueran transferidos al GAK. El Grazer Sportvereinigung (GSV) se separó del GAK en 1906 y siguió siendo el mayor oponente del GAK hasta la Primera Guerra Mundial. Con la fundación de Sturm Graz solo unos años más tarde, el GAK finalmente se encontró con su principal rival.
Matthias Dielacher presentó el primer estatuto a la Lugartenencia Austro-Húngara el 20 de junio de 1902. Su aceptación tendrá lugar el 14 de julio y la reunión constituida probablemente tendría lugar el 21 de julio. El Alpenländische Sportzeit del 30 de julio de 1902 informa sobre el diseño del campo deportivo en la Körösistraße. El 18 de agosto tendrá lugar el primer entrenamiento de fútbol, que generalmente se considera la hora del nacimiento del club. Además de fútbol, también había una sección de tenis, atletismo y equitación.
En los primeros días hubo numerosas competiciones contra equipos de otras ciudades, pero mientras las competiciones de copa ya se jugaban en Viena y los campeonatos se jugaban desde 1911, el fútbol en Graz se limitaba a partidos amistosos. Destacan los partidos contra equipos internacionales, por ejemplo de Inglaterra u Holanda. La "Copa de la Feria de Otoño de Graz", que ganó el GAK en 1906, 1911 y 1913, fue la primera competición importante que se jugó a partir de 1906. Debido al éxito en tres ocasiones, la copa de desafío finalmente pasó a manos de la GAK.
En 1905 y 1906, el GAK recibió a los Pilgrims London y en 1913 a los Bolton Wanderers. En 1910 y 1914 jugó contra el TSV 1860 Munich. La primera de las innumerables giras de invitados llevó al club a Split en 1914, pero el partido se interrumpió tras el asesinato del heredero austríaco al trono en Sarajevo.

### Periodo de entreguerras
En el período de entreguerras, el deporte estuvo conformado por dos campos claramente delimitados, el "burgués" y el "obrero". Algunas polémicas periodísticas ilustran este hecho. Como gran club polifacético, el GAK desarrolló una actividad muy amplia hasta 1937 y es conocido en toda Austria no solo por el fútbol, sino sobre todo en el atletismo, la natación y el tenis. En la década de 1920, se agregaron secciones importantes con balonmano y hockey sobre hielo y patinaje artístico.
El equipo lleva a cabo innumerables derbis contra rivales de la ciudad. .
En 1927 la asociación celebra su primer gran aniversario y también publica una revista de asociación mensual en la que todas las secciones informan sobre sus actividades. También en el GAK hay diferentes campos y un debate sobre si el deporte debe ser “nacional (alemán)” o “internacional”. No hay duda de que también en 1927, la empresa se enorgullece de haber cumplido siempre con los "Párrafos arios" que están anclados en los estatutos desde su fundación. Sin embargo, a diferencia del club deportivo alemán Leoben, el GAK disputa competiciones contra equipos judíos y, a veces, incluso compite en equipos mixtos (por ejemplo, GAK / Hakoah Graz juega combinado en waterpolo contra Hakoah Vienna). El primer campeón profesional austriaco, Hakoah Vienna, es un invitado como el "oponente del jubileo" para el 25 aniversario. lo que recuerda un banderín de amistad. Hakoah Graz también tiene un banderín de amistad, como informa con orgullo el periódico del club (mientras que el rival de la ciudad, por supuesto, no existe).
Algunas de estas "banderas de la amistad" y escudos, etc., provienen de las extensas giras del club durante el período fuera del juego. Mención especial merecen los viajes a Split o Rijeka, la gira de los Balcanes en 1926 o el viaje a Italia a principios del año 1924/25 y, por supuesto, el viaje al norte de África en marzo de 1930 (!). En septiembre de 1929, el GAK viajó a Letonia, donde, entre otras cosas, Hakoah Riga era el enemigo. El Hajduk Split en particular es un club al que se visita con frecuencia, pero también hay otros oponentes destacados, como son el Levski y Slavia Sofia, 1860 Munich, NK Rijeka (como "Gloria Fiume"), AC Reggiana, SPAL Ferrara, Sampdoria Genoa ( como Sampierdarenese), FC Bologna o Sparta Praga. 
A pesar de ello todavía se le negaba el honor de poder competir con los grandes de Austria en la Liga. En el estado corporativo austro-fascista, el GAK ya no pudo seguir los grandes éxitos futbolísticos de los últimos años y se deslizó aún más bajo el nacionalsocialismo.
- Títulos del campeonato de Estiria (10): 1921/22, 1923/24, 1926, 1927, 1928, 1928/29, 1929/30, 1930/31, 1931/32, 1932/33
- Copa de la Feria de Otoño de Graz: 1925 (solo se volvió a celebrar en 1924 y 1925, los otros torneos tuvieron lugar antes de la Primera Guerra Mundial)
- Título de campeonato estatal amateur (3): 1929, 1932, 1933 (tuvo un total de 9 veces, campeones récord)

### Época dorada
Tras el fin de la Segunda Guerra Mundial el equipo navegó por varias categorías del fútbol austriaco sin lograr grandes éxitos. En 1962 el Grazer tuvo su debut en competiciones europeas al participar en la edición 1962-63 de la Recopa de Europa, sin embargo, el Grazer fue derrotado en los octavos de final por el Boldklubben 1909 danés. Durante la década de 1980 el equipo fue un habitual de la Copa de la UEFA, aunque sin lograr ganarla. En 1981 el equipo consiguió su primer éxito relevante al ganar la Copa nacional ante el Austria Salzburg.El GAK volvió a ganar la Copa en tres ocasiones más, en los años 2000, 2002 y 2004.Además de dos Supercopas de Austria en 2000 y 2002.
En 2004 el Grazer conquistó su primera Bundesliga, superando en un punto al Austria Wien, lo que junto a su victoria en la Copa de Austria se tradujo en el primer doblete en la historia del club.Estos éxitos significaron el fin de la época dorada del club, cerrando con una buena actuación en la Copa de la UEFA 2004-05, en donde fueron eliminados en los dieciseisavos de final por el Middlesbrough.

### Problemas financieros y desaparición del club
Durante la temporada 2006-07 el Grazer destacó por los malos manejos administrativos, lo que hizo que el club entrara bajo administración judicial, por lo que el equipo fue penalizado con la quita de 28 puntos, en consecuencia al final de esa temporada debía descender a la Eerste Liga, sin embargo, la federación le prohibió tomar parte de esa categoría, por lo que finalmente el Grazer fue relegado a las ligas regionales de Austria, tras conseguir un acuerdo con las autoridades del fútbol austriaco.En septiembre de 2008 el club logró refinanciar la deuda contraída con los acreedores, por lo que tras una segunda bancarrota evitó su desaparición en ese año. El Grazer consiguió tener un breve periodo de estabilidad aunque sin recuperarse financieramente debido a la falta de ascensos de categoría, por lo que el club fue disuelto en 2012.

### Refundación
Tras la desaparición del Grazer AK, un grupo de aficionados formó un nuevo club llamado Grazer AC, el refundado Grazer inició su andadura en la temporada 2013-14 siendo inscrito en el octavo nivel del fútbol austriaco. El Grazer encadenó seis ascensos seguidos hasta alcanzar la 2. Liga en la temporada 2019-2020. 
Luego de cinco años en la segunda categoría del fútbol austriaco, en mayo de 2024 el Grazer consiguió el campeonato de la división, logrando su ascenso a la Bundesliga, poniendo fin a un periodo de diecisiete años sin que un equipo representativo del Grazer tuviera presencia en la máxima categoría.

## Uniforme
- Uniforme titular: Camisa roja, pantalón rojo y medias rojas.
- Uniforme visitante: Camisa blanca, pantalón blanco y medias blancas.

## Palmarés

### Torneos nacionales
- Bundesliga (1): 2004
- 2. Liga (4): 1975, 1993, 1995, 2024
- Copa de Austria (4): 1981, 2000, 2002 y 2004
- Supercopa de Austria (2): 2000, 2002

## Participación en competiciones europeas
| Temporada | Competición      | Ronda            | Club                | Cómputo global | Ida     | Vuelta     |
| --------- | ---------------- | ---------------- | ------------------- | -------------- | ------- | ---------- |
| 1962/63   | Recopa de Europa | 1/8              | B 1909              | 4-6            | 1-1 (C) | 3-5 (F)    |
| 1964/65   | Copa de Ferias   | 1R               | NK Zagreb           | 2-9            | 2-3 (F) | 0-6 (C)    |
| 1968/69   | Recopa de Europa | 1R               | ADO Den Haag        | 1-6            | 1-4 (F) | 0-2 (C)    |
| 1971      | Copa Mitropa     | 1R               | NK Maribor          | 3-3 u          | 2-0 (C) | 1-3 (F)    |
| 1971      | Copa Mitropa     | 1/4              | MTK Budapest        | 1-2            | 0-0 (C) | 1-2 (F)    |
| 1973/74   | UEFA Cup         | 1R               | Panachaiki GE       | 1-3            | 1-2 (F) | 0-1 (C)    |
| 1981/82   | Recopa de Europa | 1R               | FC Dinamo Tbilisi   | 2-4            | 0-2 (F) | 2-2 (C)    |
| 1982/83   | UEFA Cup         | 1R               | Corvinul Hunedoara  | 1-4            | 1-1 (C) | 0-3 (F)    |
| 1996/97   | UEFA Cup         | Clasificatoria 2 | Vojvodina Novi Sad  | 7-1            | 2-0 (C) | 5-1 (F)    |
| 1996/97   | UEFA Cup         | 1R               | Germinal Ekeren     | 3-3 u          | 1-3 (F) | 2-0 (C)    |
| 1996/97   | UEFA Cup         | 2R               | Internazionale      | 1-1 (3-5 ns)   | 0-1 (F) | 1-0 nv (C) |
| 1997      | Intertoto Cup    | Grupo 2          | Silkeborg IF        | 2-0            | 2-0 (C) |            |
| 1997      | Intertoto Cup    | Grupo 2          | Ebbw Vale FC        | 0-0            | 0-0 (F) |            |
| 1997      | Intertoto Cup    | Grupo 2          | Hrvatski Zagreb     | 1-3            | 1-3 (C) |            |
| 1997      | Intertoto Cup    | Grupo 2          | SC Bastia           | 2-1            | 2-1 (F) |            |
| 1998/99   | UEFA Cup         | Clasificatoria 2 | VPS Vaasa           | 3-0            | 0-0 (F) | 3-0 (C)    |
| 1998/99   | UEFA Cup         | 1R               | Litex Lovech        | 3-1            | 1-1 (F) | 2-0 (C)    |
| 1998/99   | UEFA Cup         | 2R               | AS Monaco           | 3-7            | 3-3 (C) | 0-4 (F)    |
| 1999/00   | UEFA Cup         | Clasificatoria   | KÍ Klaksvík         | 9-0            | 5-0 (F) | 4-0 (C)    |
| 1999/00   | UEFA Cup         | 1R               | Spartak Trnava      | 4-2            | 3-0 (C) | 1-2 (F)    |
| 1999/00   | UEFA Cup         | 2R               | Panathinaikos FC    | 2-2 u          | 2-1 (C) | 0-1 (F)    |
| 2000/01   | UEFA Cup         | 1R               | FC Kosice           | 3-2            | 3-2 (F) | 0-0 (C)    |
| 2000/01   | UEFA Cup         | 2R               | RCD Espanyol        | 1-4            | 0-4 (F) | 1-0 (C)    |
| 2001/02   | UEFA Cup         | Clasificatoria   | HB Tórshavn         | 6-2            | 2-2 (F) | 4-0 (C)    |
| 2001/02   | UEFA Cup         | 1R               | FC Utrecht          | 3-6            | 0-3 (F) | 3-3 (C)    |
| 2002/03   | Champions League | Clasificatoria 2 | FC Sheriff Tiraspol | 6-1            | 4-1 (F) | 2-0 (C)    |
| 2002/03   | Champions League | Clasificatoria 3 | Lokomotiv Moscú     | 3-5            | 0-2 (C) | 3-3 (F)    |
| 2002/03   | UEFA Cup         | 1R               | APOEL Nicosia       | 1-3            | 0-2 (F) | 1-1 (C)    |
| 2003/04   | Champions League | Clasificatoria 2 | SK Tirana           | 7-2            | 5-1 (F) | 2-1 (C)    |
| 2003/04   | Champions League | Clasificatoria 3 | AFC Ajax            | 2-3            | 1-1 (C) | 1-2 nv (F) |
| 2003/04   | UEFA Cup         | 1R               | Vålerenga IF        | 1-1 u          | 0-0 (F) | 1-1 (C)    |
| 2004/05   | Champions League | Clasificatoria 3 | Liverpool FC        | 1-2            | 0-2 (C) | 1-0 (F)    |
| 2004/05   | UEFA Cup         | 1R               | Litex Lovech        | 5-1            | 5-0 (C) | 0-1 (F)    |
| 2004/05   | UEFA Cup         | Grupo F          | AJ Auxerre          | 0-0            | 0-0 (F) |            |
| 2004/05   | UEFA Cup         | Grupo F          | Amica Wronki        | 3-1            | 3-1 (C) |            |
| 2004/05   | UEFA Cup         | Grupo F          | Rangers FC          | 0-3            | 0-3 (F) |            |
| 2004/05   | UEFA Cup         | Grupo F          | AZ Alkmaar          | 2-0            | 2-0 (C) |            |
| 2004/05   | UEFA Cup         | 3R               | Middlesbrough FC    | 3-4            | 2-2 (C) | 1-2 (F)    |
| 2005/06   | UEFA Cup         | Clasificatoria 2 | Nistru Otaci        | 3-0            | 2-0 (F) | 1-0 (C)    |
| 2005/06   | UEFA Cup         | 1R               | RC Strasbourg       | 0-7            | 0-2 (C) | 0-5 (F)    |

## Entrenadores
1918-1945: Johann Kowanda, Johann Ehrlich, Josef Haist
- Karl Mütsch (1948-1951)
- Josef Pojar (1951-1952)
- Engelbert Smutny (1952)
- Karl Mütsch (1953-1954)
- Alfred Pestitschek (1954-1957)
- János Szép (1957-1960)
- Ferdinand Fritsch (1960-1962)
- Juan Schwanner (1962-1963)
- Fritz Pimperl (1963-1964)
- Milan Zeković (1964)
- Karl Durspekt (1964-1965)
- Karl Kowanz (1965-1967)
- Fritz Kominek (1967-1969)
- Vlado Šimunić (1969-1970)
- Karl Durspekt (1970-1971)
- Helmut Senekowitsch (1971-1973)
- Alfred Günthner (1973-1974)
- Hans Hipp (1974-1975)
- Hermann Steßl (1975-1977)
- Hermann Repitsch (1977)
- Gerd Springer (1977-1978)
- Walter Koleznik (interino) (1978)
- Václav Halama (1978-1981)
- Zlatko Čajkovski (1981-1982)
- August Starek (1982-1984)
- Helmut Senekowitsch (1984-1985)
- Gernot Fraydl (1985-1986)
- Adolf Blutsch (1986-1987)
- Adi Pinter (1987-1988)
- Václav Halama (1988-1989)
- Karl Philipp (1989)
- Adi Pinter (1989-1990)
- Heinz Binder (1990)
- Savo Ekmečič (1990-1992)
- Milan Miklavič (1992-1993)
- Hans Ulrich Thomale (1993-1996)
- Ljupko Petrović (1996)
- Hans Peter Schaller (1996)
- August Starek (1996-1997)
- Klaus Augenthaler (1997-2000)
- Rainer Hörgl (2000)
- Werner Gregoritsch (2000-2001)
- Christian Keglevits (2001)
- Thijs Libregts (2001-2002)
- Christian Keglevits (2002)
- Walter Schachner (2002-2006)
- Lars Söndergaard (2006-2007)
- Dietmar Pegam (2007)
- Stojadin Rajkovic (2008)
- Gregor Pötscher (2008-2010)
- Heinz Karner (2010)
- Peter Stöger (2010-2011)
- Aleš Čeh (2011-2012)
- Ante Šimundža (2012)
- Gernot Plassnegger (2013-2017)
- Markus Rebernegg (2017)
- David Preiß (2017-2019)
- Enrico Kulovits (2019)
- David Preiß (2019-2020)
- Alois Hödl (2019)
- Gernot Plassnegger (2020-2021)
- Dieter Elsneg (2021)
- Ralph Spirk (2021)
- Stefan Kammerhofer (2021)
- Gernot Messner (2021-